# Gateway GPRS Support Node
Il Gateway GPRS Support Node o GGSN è un nodo che funge da gateway tra una rete wireless GPRS e una rete Internet o altre reti private (per esempio lan o X25).
Il GGSN è il punto di collegamento che abilita la mobilità dell'utente di una rete GPRS/UMTS.
L'apparato di rete con funzione di GGSN ha le seguenti funzionalità:
- converte i pacchetti di dati Gprs provenienti dal Serving GPRS Support Node (SGSN) in dati formato Packet Data Protocol (PDP)
- trasmette i dati PDP al network di dati pubblico (PDN)
- effettua funzioni di autenticazione e di tariffazione

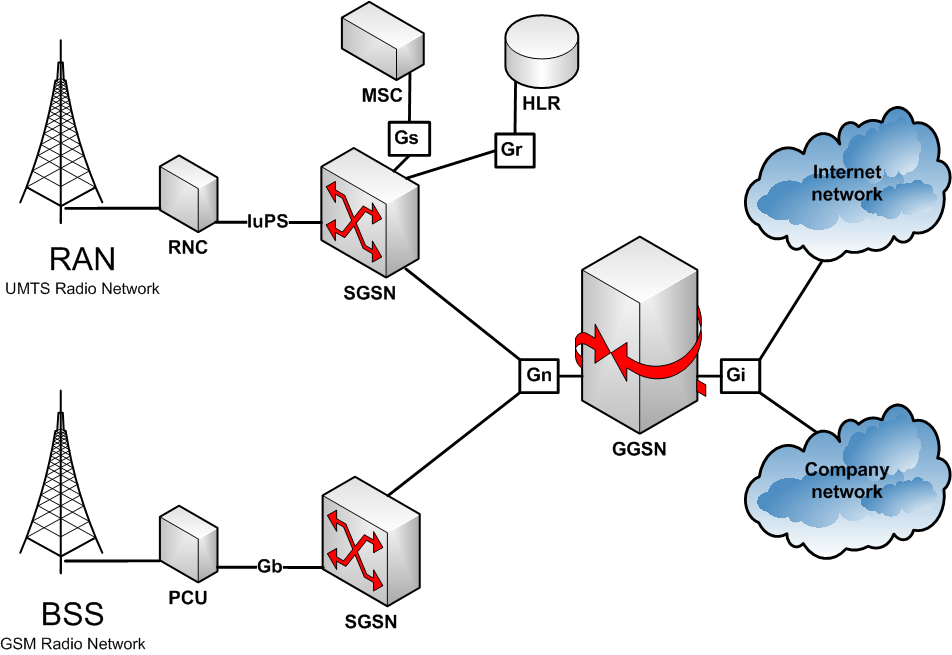
Schema di rete con GGSN

Il diagramma mostra la struttura semplificata di un GGSN insieme ai nomi di alcuni dei punti di interfacce tra sistemi.    
- Gn - il punto di collegamento tra SGSN ed GGSN usato per l'attivazione di Contesto di PDP e per trasporto di dati-utente. Questo punto di riferimento usa GTP transport su IP.
- Gi - il punto di collegamento con cui la core network GPRS si connette ad Internet. Alternativamente, clienti di tipo corporate possono avere un collegamento diretto a questo punto per una sicurezza maggiore. Questo punto di riferimento è solo una rete di IP normale, sebbene possano essere usati alternativamente protocolli di tunneling come GRE, IPinIP o IPsec.
- Gr - il punto di collegamento tra SGSN ed HLR permette al SGSN di recuperare informazioni dell'utente da HLR. La comunicazione è basata su SS7.
- Gb - l'interfaccia tra SGSN e PCU che è il punto di collegamento della core network GPRS con la rete radio GSM (BBS). Questa interfaccia trasporta sia i dati di segnalazione che i dati dell'utente. La comunicazione qui è basata su Frame Relay.
- IuPS - l'interfaccia tra SGSN ed RNC che è il punto di collegamento della core network GPRS con la Rete di Accesso radio di UMTS UTRAN. La comunicazione qui è basata su Broadband SS7 su ATM per i dati di segnalazione e GTP-U su IP per i dati dell'utente.
- Gs - il collegamento tra  SGSN ed  MSC. Questo è opzionale ed è usato soprattutto in reti di GSM per migliorare l'efficienza della segnalazione, specialmente sull'interfaccia di radio. Nell'UMTS lo stesso effetto è realizzato semplicemente attraverso l'azione del RNC. Questa interfaccia usa il Protocollo di BSSAP+.